# Eric Snow
Eric Snow (Canton, 24 aprile 1973) è un ex cestista e allenatore di pallacanestro statunitense, professionista nell'NBA.

## Carriera
È stato selezionato dai Milwaukee Bucks al secondo giro del Draft NBA 1995 (43ª scelta assoluta).

## Statistiche

### College
| Anno      | Squadra      | PG  | PT | MP   | TC%  | 3P%  | TL%  | RP  | AP  | PRP | SP  | PP   |
| --------- | ------------ | --- | -- | ---- | ---- | ---- | ---- | --- | --- | --- | --- | ---- |
| 1991-1992 | MSU Spartans | 25  | 1  | 5,8  | 48,0 | 0,0  | 20,0 | 0,6 | 1,0 | 0,2 | 0,0 | 1,1  |
| 1992-1993 | MSU Spartans | 28  | 27 | 28,5 | 54,6 | 0,0  | 26,8 | 2,6 | 5,2 | 1,0 | 0,2 | 4,3  |
| 1993-1994 | MSU Spartans | 32  | 31 | 31,0 | 51,4 | 28,9 | 44,9 | 3,5 | 6,7 | 1,8 | 0,2 | 6,8  |
| 1994-1995 | MSU Spartans | 28  | 28 | 32,7 | 52,0 | 29,2 | 60,8 | 3,3 | 7,8 | 1,9 | 0,1 | 10,8 |
| Carriera  | Carriera     | 113 | 87 | 25,2 | 52,1 | 26,3 | 45,9 | 2,6 | 5,3 | 1,3 | 0,1 | 5,9  |

### NBA

#### Regular Season
| Anno      | Squadra             | PG  | PT  | MP   | TC%  | 3P%  | TL%  | RP  | AP  | PRP | SP  | PP   |
| --------- | ------------------- | --- | --- | ---- | ---- | ---- | ---- | --- | --- | --- | --- | ---- |
| 1995-1996 | Seattle S.Sonics    | 43  | 1   | 9,0  | 42,0 | 20,0 | 59,2 | 1,0 | 1,7 | 0,7 | 0,0 | 2,7  |
| 1996-1997 | Seattle S.Sonics    | 67  | 0   | 11,6 | 45,1 | 26,7 | 71,2 | 1,0 | 2,4 | 0,6 | 0,0 | 3,0  |
| 1997-1998 | Seattle S.Sonics    | 17  | 0   | 4,4  | 43,5 | 0,0  | 50,0 | 0,2 | 0,8 | 0,0 | 0,1 | 1,5  |
| 1997-1998 | Philadelphia 76ers  | 47  | 0   | 18,0 | 42,9 | 12,5 | 72,1 | 1,6 | 3,5 | 1,3 | 0,1 | 3,9  |
| 1998-1999 | Philadelphia 76ers  | 48  | 48  | 35,8 | 42,8 | 23,8 | 73,3 | 3,4 | 6,3 | 2,1 | 0,0 | 8,6  |
| 1999-2000 | Philadelphia 76ers  | 82  | 80  | 35,0 | 43,0 | 24,4 | 71,2 | 3,2 | 7,6 | 1,7 | 0,1 | 7,9  |
| 2000-2001 | Philadelphia 76ers  | 50  | 50  | 34,8 | 41,8 | 26,3 | 79,2 | 3,3 | 7,4 | 1,5 | 0,1 | 9,8  |
| 2001-2002 | Philadelphia 76ers  | 61  | 61  | 36,5 | 44,2 | 11,1 | 80,6 | 3,5 | 6,6 | 1,6 | 0,1 | 12,1 |
| 2002-2003 | Philadelphia 76ers  | 82  | 82  | 37,9 | 45,2 | 21,9 | 85,8 | 3,7 | 6,6 | 1,6 | 0,1 | 12,9 |
| 2003-2004 | Philadelphia 76ers  | 82  | 82  | 36,2 | 41,3 | 11,1 | 79,7 | 3,4 | 6,9 | 1,2 | 0,1 | 10,3 |
| 2004-2005 | Cleveland Cavaliers | 81  | 15  | 22,8 | 38,2 | 28,9 | 73,8 | 1,9 | 3,9 | 0,8 | 0,2 | 4,0  |
| 2005-2006 | Cleveland Cavaliers | 82  | 82  | 28,7 | 40,9 | 10,0 | 68,8 | 2,4 | 4,2 | 0,9 | 0,2 | 4,8  |
| 2006-2007 | Cleveland Cavaliers | 82  | 45  | 23,5 | 41,7 | 0,0  | 63,7 | 2,3 | 4,0 | 0,7 | 0,2 | 4,2  |
| 2007-2008 | Cleveland Cavaliers | 22  | 5   | 13,9 | 15,8 | 0,0  | 45,5 | 0,9 | 1,9 | 0,5 | 0,2 | 1,0  |
| Carriera  | Carriera            | 846 | 551 | 27,3 | 42,4 | 20,8 | 76,3 | 2,5 | 5,0 | 1,2 | 0,1 | 6,8  |

#### Playoffs
| Anno     | Squadra             | PG  | PT | MP   | TC%  | 3P%  | TL%  | RP  | AP  | PRP | SP  | PP   |
| -------- | ------------------- | --- | -- | ---- | ---- | ---- | ---- | --- | --- | --- | --- | ---- |
| 1996     | Seattle S.Sonics    | 10  | 0  | 2,4  | 14,3 | 0,0  | -    | 0,4 | 0,6 | 0,2 | 0,0 | 0,2  |
| 1997     | Seattle S.Sonics    | 8   | 0  | 6,0  | 45,5 | 50,0 | 50,0 | 0,3 | 1,5 | 0,5 | 0,0 | 1,6  |
| 1999     | Philadelphia 76ers  | 8   | 8  | 38,3 | 42,0 | 23,1 | 81,5 | 4,1 | 7,1 | 1,0 | 0,1 | 12,4 |
| 2000     | Philadelphia 76ers  | 5   | 4  | 27,6 | 48,4 | 75,0 | 100  | 2,0 | 7,0 | 0,8 | 0,2 | 7,4  |
| 2001     | Philadelphia 76ers  | 23  | 9  | 31,2 | 41,4 | 0,0  | 72,7 | 3,7 | 4,5 | 1,2 | 0,1 | 9,3  |
| 2002     | Philadelphia 76ers  | 5   | 5  | 34,2 | 32,1 | 16,7 | 77,3 | 4,4 | 5,4 | 1,2 | 0,0 | 10,8 |
| 2003     | Philadelphia 76ers  | 12  | 12 | 34,6 | 42,2 | 10,0 | 87,9 | 3,3 | 5,6 | 1,5 | 0,0 | 11,5 |
| 2006     | Cleveland Cavaliers | 13  | 13 | 31,4 | 42,1 | 0,0  | 75,9 | 3,3 | 2,8 | 0,8 | 0,2 | 6,6  |
| 2007     | Cleveland Cavaliers | 19  | 0  | 12,8 | 31,6 | 0,0  | 57,1 | 1,5 | 1,5 | 0,6 | 0,1 | 1,7  |
| Carriera | Carriera            | 103 | 51 | 24,0 | 40,4 | 20,0 | 78,2 | 2,6 | 3,6 | 0,9 | 0,1 | 6,6  |

## Palmarès
- NBA All-Defensive Second Team (2003)